# Капилья-дель-Саусе
Капилья-дель-Саусе (исп. Capilla del Sauce) — небольшой город в северной части департамента Флорида, в центральном Уругвае.

## География
Расположен на 190-м километре национального Маршрута № 6, приблизительно в 18 километрах к югу от Саранди-дель-Йи (департамент Дурасно). Абсолютная высота — 126 метров над уровнем моря.

## История
Группа жилых домов в этой местности получила статус села (исп. pueblo) 26 мая 1924 года законодательным актом № 7 718. 5 июля 1956 года статус населённого пункта законодательным актом № 12 298 был повышен до «малого города» (исп. villa).

## Население
Согласно данным переписи 2011 года население города составляет 835 человек.
| Год  | Население |
| ---- | --------- |
| 1963 | 604       |
| 1975 | 777       |
| 1985 | 670       |
| 1996 | 775       |
| 2004 | 877       |
| 2011 | 835       |

Источник: Instituto Nacional de Estadística de Uruguay